# Goura
Goura és un gènere d'ocells de la família dels colúmbids (Columbidae) que inclou espècies pròpies de Nova Guinea.

## Taxonomia
El gènere Goura va ser introduït pel naturalista anglès James Francis Stephens el 1819. L'espècie tipus és la goura coronada (Goura cristata). La paraula “Goura” prové del nom aborigen de Nova Guinea per als coloms amb corona.
La goura de Scheepmaker (G. scheepmakeri) i la goura de Sclater (G. sclaterii) es consideraven anteriorment com a coespecífic.
Un estudi filogenètic molecular publicat el 2018 va trobar que les quatre espècies d'aquest gènere formaven dues parelles: la goura coronada era germana de la  goura de Sclater mentre que la goura de Scheepmaker era germana de la goura de Victòria.
Segons la Classificació del Congrés Ornitològic Internacional (versió 14.2, 2024) aquest gènere està format per 4 espècies:
- goura coronada (Goura cristata).
- goura de Scheepmaker (Goura scheepmakeri).
- goura de Sclater (Goura sclaterii).
- goura de Victòria (Goura victoria).

|  | Colom de Nicobar                                                         |
|  |                                                                          |
|  | \| \| Dodo \| \| \| \| \| \| Solitari de l'illa de Rodrigues \| \| \| \| |
|  |                                                                          |
|  | Dodo                                                                     |
|  |                                                                          |
|  | Solitari de l'illa de Rodrigues                                          |
|  |                                                                          |

|  | Dodo                            |
|  |                                 |
|  | Solitari de l'illa de Rodrigues |
|  |                                 |

|  | Goura de Scheepmaker |
|  |                      |
|  | Goura de Victòria    |
|  |                      |

|  | Goura de Sclater |
|  |                  |
|  | Goura coronada   |
|  |                  |

|  | Goura de Scheepmaker |
|  |                      |
|  | Goura de Victòria    |
|  |                      |

|  | Goura de Sclater |
|  |                  |
|  | Goura coronada   |
|  |                  |

|  | Colom de Nicobar                                                         |
|  |                                                                          |
|  | \| \| Dodo \| \| \| \| \| \| Solitari de l'illa de Rodrigues \| \| \| \| |
|  |                                                                          |
|  | Dodo                                                                     |
|  |                                                                          |
|  | Solitari de l'illa de Rodrigues                                          |
|  |                                                                          |

|  | Dodo                            |
|  |                                 |
|  | Solitari de l'illa de Rodrigues |
|  |                                 |

|  | Goura de Scheepmaker |
|  |                      |
|  | Goura de Victòria    |
|  |                      |

|  | Goura de Sclater |
|  |                  |
|  | Goura coronada   |
|  |                  |

|  | Goura de Scheepmaker |
|  |                      |
|  | Goura de Victòria    |
|  |                      |

|  | Goura de Sclater |
|  |                  |
|  | Goura coronada   |
|  |                  |

|  | Colom de Nicobar                                                         |
|  |                                                                          |
|  | \| \| Dodo \| \| \| \| \| \| Solitari de l'illa de Rodrigues \| \| \| \| |
|  |                                                                          |
|  | Dodo                                                                     |
|  |                                                                          |
|  | Solitari de l'illa de Rodrigues                                          |
|  |                                                                          |

|  | Dodo                            |
|  |                                 |
|  | Solitari de l'illa de Rodrigues |
|  |                                 |

|  | Goura de Scheepmaker |
|  |                      |
|  | Goura de Victòria    |
|  |                      |

|  | Goura de Sclater |
|  |                  |
|  | Goura coronada   |
|  |                  |

|  | Goura de Scheepmaker |
|  |                      |
|  | Goura de Victòria    |
|  |                      |

|  | Goura de Sclater |
|  |                  |
|  | Goura coronada   |
|  |                  |

|  | Colom de Nicobar                                                         |
|  |                                                                          |
|  | \| \| Dodo \| \| \| \| \| \| Solitari de l'illa de Rodrigues \| \| \| \| |
|  |                                                                          |
|  | Dodo                                                                     |
|  |                                                                          |
|  | Solitari de l'illa de Rodrigues                                          |
|  |                                                                          |

|  | Dodo                            |
|  |                                 |
|  | Solitari de l'illa de Rodrigues |
|  |                                 |

|  | Goura de Scheepmaker |
|  |                      |
|  | Goura de Victòria    |
|  |                      |

|  | Goura de Sclater |
|  |                  |
|  | Goura coronada   |
|  |                  |

|  | Goura de Scheepmaker |
|  |                      |
|  | Goura de Victòria    |
|  |                      |

|  | Goura de Sclater |
|  |                  |
|  | Goura coronada   |
|  |                  |